# Exochus bicoloripes
Exochus bicoloripes là một loài tò vò trong họ Ichneumonidae.